# 133 p.n.e.
| [ Edytuj tabelę ] | |
| Król Armenii      | - 165 p.n.e. Artawazdes I 115 p.n.e.                                                                               |
| Król Baktrii      | - 145 p.n.e. Heliokles 130 p.n.e.                                                                                  |
| Król Bitynii      | - 149 p.n.e. Nikomedes II 127 p.n.e.                                                                               |
| Cesarz Chin       | - 141 p.n.e. Han Wudi 87 p.n.e.                                                                                    |
| Władca Egiptu     | - 173 p.n.e. Kleopatra II 115 p.n.e. - 145 p.n.e. Ptolemeusz VIII 131 p.n.e. - 142 p.n.e. Kleopatra III 101 p.n.e. |
| Król Judei        | - 135 p.n.e. Jan Hirkan I 104 p.n.e.                                                                               |
| Król Kapadocji    | - 157 p.n.e. Ariarates V 130 p.n.e.                                                                                |
| Król Kommageny    | - 163 p.n.e. Ptolemeusz z Kommageny 130 p.n.e.                                                                     |
| Król Numidii      | - 148 p.n.e. Micypsa 118 p.n.e.                                                                                    |
| Król Partów       | - 138 p.n.e. Fraates II 127 p.n.e.                                                                                 |
| Władca Pergamonu  | - 138 p.n.e. Attalos III 133 p.n.e.                                                                                |
| Król Pontu        | - 150 p.n.e. Mitrydates V 120 p.n.e.                                                                               |
| Władca Seleucydów | - 138 p.n.e. Antioch VII Sidetes 129 p.n.e.                                                                        |

Rok 133 p.n.e.
stulecia: III wiek p.n.e. ~
II wiek p.n.e. ~
I wiek p.n.e.

lata: 143 p.n.e. «
137 p.n.e. «
136 p.n.e. «
135 p.n.e. «
134 p.n.e. «
133 p.n.e. »
132 p.n.e. »
131 p.n.e. »
130 p.n.e. »
129 p.n.e. »
123 p.n.e.

## Wydarzenia
- Azja
  - Attalos III ustanowił Rzym dziedzicem Pergamonu
  - w Pergamonie wybuchło antyrzymskie powstanie Aristonikosa
- Europa
  - Rzymianie zdobyli Numancję – ostatnią twierdzę Celtyberów
  - trybun ludowy Tyberiusz Grakchus próbował wprowadzić reformy w Rzymie, tzw. Lex Sempronia

## Zmarli
- Appiusz Klaudiusz Pulcher, rzymski wódz i polityk (ur. ?)
- Attalos III, król Pergamonu (ur. 170 lub 171 p.n.e.)
- Tyberiusz Grakchus, trybun ludowy, został zamordowany (ur. 162 p.n.e.)